# 日茲德拉區

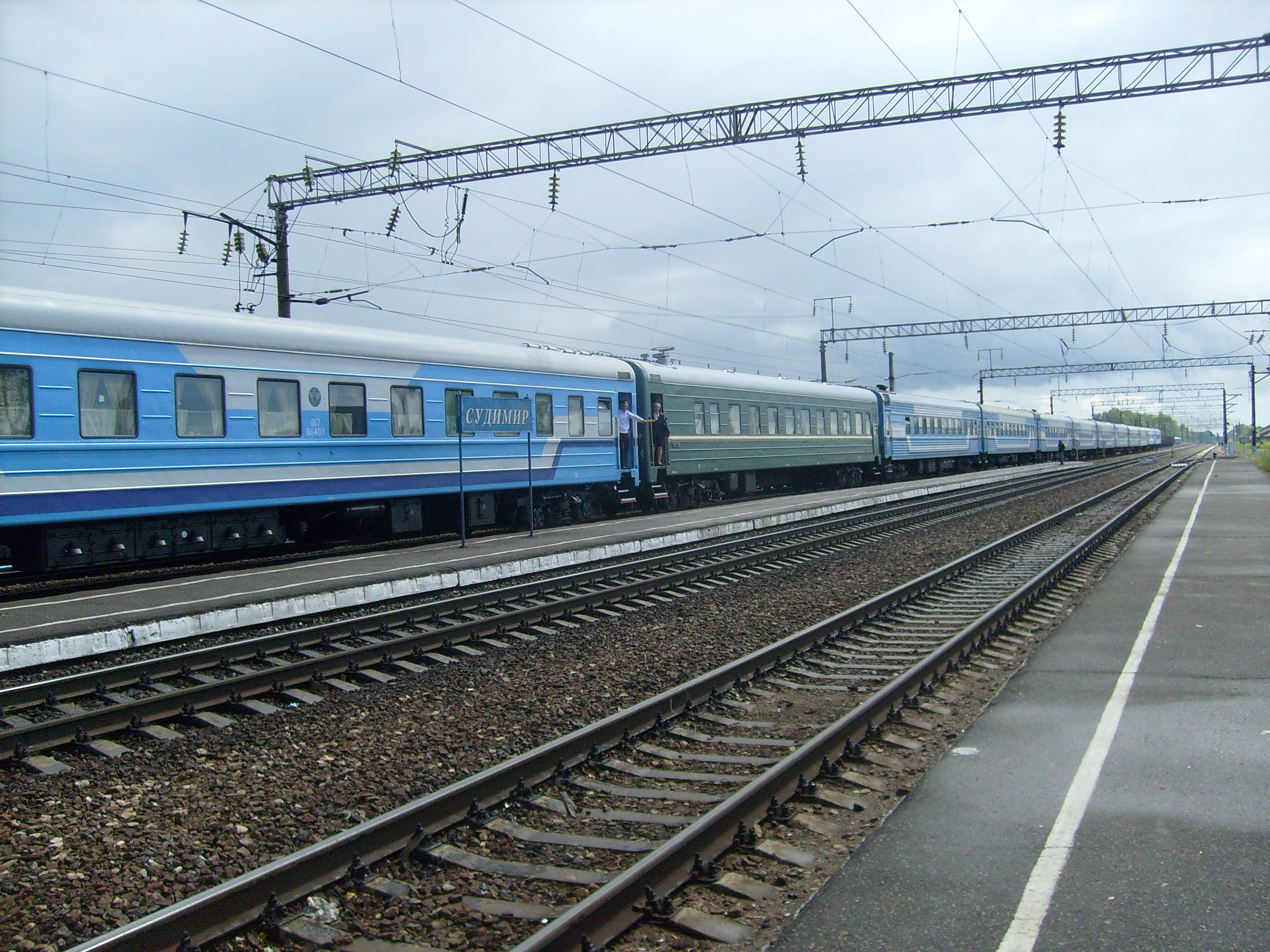

53°45′01″N 34°44′10″E / 53.75028°N 34.73611°E
日茲德拉區（俄语：Жиздринский район），是俄羅斯的一個區，位於該國西部，由卡盧加州負責管轄，面積1,250平方公里，2010年該區人口10,593，人口密度每平方公里8.47人。